# Legislatura de Alaska
La Legislatura de Alaska (en inglés: Alaska Legislature) es la legislatura estatal (órgano encargado del Poder legislativo) del estado de Alaska, en Estados Unidos. Es una institución bicameral que consta de la Cámara de Representantes de Alaska de 40 miembros (cámara baja) y el Senado de Alaska de 20 miembros (cámara alta). Hay 40 distritos de casas (1–40) y 20 distritos del senado (A – T). Con un total de 60 legisladores, la Legislatura de Alaska es la legislatura estatal bicameral más pequeña de los Estados Unidos y la segunda más pequeña de todas las legislaturas estatales (solo la Legislatura unicameral de Nebraska, con un total de 49 miembros, es más pequeña). No hay límites de mandato para ninguna de las cámaras.
La Legislatura de Alaska tiene como sede en el Capitolio del Estado de Alaska, ubicado en Juneau. La sesión actual es la 32.ª Legislatura del Estado de Alaska .

## Organización

### Legislatura no profesional
A diferencia de otras legislaturas estatales con sesiones más largas, la sesión comparativamente corta de la Legislatura de Alaska permite que muchos legisladores retengan empleos externos, especialmente en las muchas industrias estacionales del estado, como la pesca y el turismo. En esto, la Legislatura de Alaska conserva algo de la naturaleza voluntaria que caracterizó a la mayoría de las legislaturas estatales hasta mediados del siglo XX. Esto ha llevado a una controversia recurrente pero menor en torno al potencial de conflicto de intereses inherente al empleo externo de los legisladores.

### Términos y calificaciones

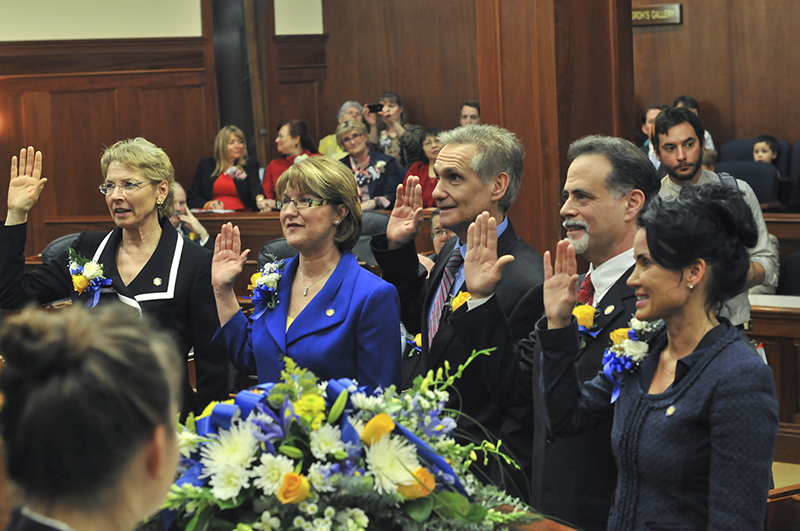
La ceremonia de juramento de la 28.ª Legislatura de Alaska.

Un candidato a un cargo legislativo debe ser un votante calificado y residente de Alaska por al menos durante tres años, y un residente del distrito en el que fue elegido por un año inmediatamente anterior a la presentación del cargo. Un senador debe tener al menos 25 años de edad y un representante 21 años de edad al momento de tomar el juramento del cargo. 
Cada cámara de la legislatura puede expulsar a un miembro con la concurrencia de dos tercios de los miembros de esa cámara. Esto ha sucedido solo una vez en la historia de la legislatura: el 5 de febrero de 1982, el Senado de Alaska de la 12.ª Legislatura expulsó del cuerpo al senador de Bethel, George Hohman. Hohman fue declarado culpable de soborno en conjunción con sus deberes legislativos el 24 de diciembre de 1981 y desafiante se negó a renunciar a su puesto. La expulsión fue innecesaria durante la investigación de corrupción política de Alaska más reciente, ya que los legisladores objeto de la investigación renunciaron, perdieron la renominación o la reelección, o no buscaron la reelección.
La Constitución de Alaska otorga a la legislatura la autoridad para establecer la fecha de inicio del período. Los mandatos legislativos comienzan el segundo lunes de enero después de un año de elecciones presidenciales y el tercer martes de enero después de una elección para gobernador. Los representantes tienen un mandato de dos años y los senadores tienen un mandato de cuatro años. La mitad de los senadores serán elegidos cada dos años. 

### Reuniones
Las sesiones anuales comienzan en enero y están limitadas por ley a 90 días calendario. Se podrán convocar sesiones extraordinarias de 30 días naturales por consenso de dos tercios de cada cámara.
En las elecciones de 2006, se aprobó una iniciativa de los votantes que redujo la duración legal de la sesión de 121 días a 90 días. La sesión de 2008 fue la primera sesión de 90 días. Aunque la sesión se suspendió a tiempo, los opositores a la sesión más corta alegaron que la legislación se apresuró y que la opinión pública se vio comprometida.

## Proceso legislativo

### Introducción
Los legisladores presentan un proyecto de ley entregándoselo al Secretario en Jefe de la Cámara de Representantes de Alaska o al Secretario del Senado de Alaska. Los proyectos de ley presentados por el gobernador se presentan a través de un Comité de Reglas en cualquiera de las cámaras. El secretario principal de la Cámara o el secretario del Senado asigna un número a cada proyecto de ley. 
Durante la sesión, se presenta un proyecto de ley y se lee primero por número, patrocinador o patrocinadores y título. Luego, el proyecto de ley se envía a un comité o varios comités. Ambas cámaras tienen los siguientes comités: Finanzas; Salud, Educación y Servicios Sociales; Judicial; Trabajo y Comercio; Asuntos comunitarios y regionales; Recursos; Reglas; Asuntos estatales y transporte; y los subcomités creados por los presidentes de los comités. 

### Funciones del comité
Los presidentes de los comités pueden elegir si escuchar o no un proyecto de ley, y los comités pueden votar para aprobar un proyecto de ley en su forma original o hacer modificaciones a través de un sustituto del comité. Una vez que se aprueban los proyectos de ley o los sustitutos, la legislación se remite al siguiente comité de asignación o al Comité de Reglas, que puede modificar el proyecto de ley o asignarlo al calendario diario de la cámara. 

### Acción de suelo
Una vez que el Comité de Reglas ha programado un proyecto de ley en el piso de la cámara, aparece en el calendario en Segunda Lectura. El proyecto de ley se lee nuevamente por número, patrocinador o patrocinadores y título, junto con los informes del comité permanente. Se hace una moción en la sala para adoptar cualquier sustituto del
comité. También se pueden proponer y votar enmiendas. La tercera lectura es donde se hace la moción para votar el proyecto de ley. 

### Cámara opositora
Después de la aprobación final en la Cámara de Representantes de Alaska o en el Senado de Alaska, un proyecto de ley se absorbe y se envía a la cámara opuesta para pasar por el mismo proceso de presentación, recomendación del comité y tres lecturas.

### Promulgación
Cuando un proyecto de ley no se modifica en la segunda cámara, esa casa puede enviarlo al gobernador en la tercera lectura, mediante inscripción. Si se modifica el proyecto de ley, la cámara de origen debe votar para aceptar o rechazar las enmiendas de la cámara opuesta. Una Cuarta Lectura, en caso de aceptación, enviará el proyecto de ley al gobernador, mediante inscripción. Si se rechazan las enmiendas, el proyecto de ley puede enviarse a una conferencia, donde los miembros del Senado y la Cámara elaboran una versión final y la envían a una cuarta lectura en ambas cámaras.
El gobernador puede optar por firmar o vetar la legislación. En el caso del veto, una mayoría de dos tercios puede anular el veto. Si se firma o se aprueba mediante un veto anulado, la legislación se convierte en ley. A diferencia de muchos estados, el gobernador no tiene el poder de veto de bolsillo.
A diferencia de muchas otras cámaras legislativas estatales en los Estados Unidos, ambas cámaras de la Legislatura de Alaska tienen una larga tradición de grupos mayoritarios que incluyen a miembros de los dos partidos principales (republicano y demócrata). A los demócratas que forman parte de la mayoría se les conoce coloquialmente como "Bush Democrats", una referencia a la región de Alaska de donde provienen típicamente. Los miembros de la bancada del partido minoritario con la mayoría son tratados como miembros de la mayoría a los efectos de las asignaciones de los comités y las reuniones de la bancada.